# Richard Lorenz
Richard Lorenz (* 4. Februar 1934 tại Ernstthal) là một sử gia về Đông Âu, đặc biệt nghiên cứu về lịch kinh tế và xã hội Liên Xô.
Lorenz học từ 1952 ở đại học Leipzig và từ 1957 ở Tây Berlin, Frankfurt am Main và Marburg, nơi ông 1964 lấy bằng tiến sĩ. Sau đó ông dạy ở đó về lịch sử Đông Âu và trở thành giáo sư 1971. Cho tới 2001 ông là giáo sư về lịch sử Đông Âu ở đại học Kassel.